# Stonerrock
Stonerrock (of desertrock; in Engels taalgebied vaak stonermetal) is een muziekstroming die is ontstaan eind jaren 80, begin jaren 90. De Palm Desert Scene is bekend om het stonergeluid.

## Kenmerken
Stonerrock is een grof soort rock-/metalmuziek gebaseerd op hardrock uit de jaren 70 van bands als Black Sabbath. Het genre wordt gekenmerkt door gedowntunede gitaren (vaak in C-stemming, D-stemming of D-drop) die een diepgewortelde trage groove spelen. Het is herkenbaar aan het trage, zware, meeslepende geluid. De eerste en belangrijkste grondleggers van de stroming zijn onder andere Monster Magnet en de undergroundband Kyuss. De zanger van de band Kyuss (John Garcia) gaf aan dat hij de bands Leaf Hound en Buffalo ziet als stonerrockpioniers.
Stonerrock moet het hebben van de zware meeslepende gitaarriffs die een groot ritmisch karakter hebben. Het ritme speelt dus een heel grote rol bij stonerrock, en daarmee zijn basgitaar en drums ook van belang. Er wordt veel gewisseld in dit genre tussen hard en zacht. De strofen en soms lange middenstukken zijn meestal rustig qua opzet en gebruiken veel bas en gitaargetokkel. De refreinen daarentegen zijn zwaar en traag, en hebben een groot headbang-gehalte. Ook opmerkelijk is het samenspel van alleen maar bas en drum tijdens de strofen, vaak zonder (veel) gitaren. Gedempte gitaarriffs zijn ook een kenmerk van stonerrock, maar in tegenstelling tot de punk(rock) worden niet gewoon akkoorden of enkele noten gedempt, maar vrij lange riffpatronen, vaak simpelweg de refreinriff.

## Stonerrockbands
- Vista Chino
- Fu Manchu
- Hermano
- Kyuss
- Lonely Kamel (gecombineerd met blues)
- Albatros
- Unida
- Joris Teepe
- Palm Desert
- Slo Burn
- Nebula
- Dozer
- House of Broken Promises
- Lowrider
- Orange Goblin
- Stoned Jesus
- Monster Magnet
- The Atomic Bitchwax
- Karma to Burn
- Truckfighters
- Demon Cleaner
- Spirit Caravan
- Brave Black Sea

Onderstaande bands worden vaak genoemd als stonerrockbands maar zijn dit niet. Ze hebben over het algemeen wel een relatie met deze muziekstroming. Ook hebben sommige van deze bands wel stonerrocknummers.
- Queens of the Stone Age
- Sleep
- the Melvins
- High on Fire
- Acid King
- Firebird
- Dali's Llama
- Wolfmother
- Red Fang
- Colour Haze
- Causa Sui
- The Desert Sessions
- Mondo Generator
- Yawning Man
- Ché
- Brant Bjork and the Bros
- Ten East
- Masters Of Reality
- The Sword

## Nederland en België
Stonerrock wordt ook in Nederland en België opgepikt en kende, vooral eind jaren 90, een actieve scene die zich voornamelijk concentreerde rond Eindhoven en Brabant.
Bekende namen zijn onder meer:
- 35007
- Beaver (ook wel 13eaver)
- Monomyth
- Sungrazer
- 7Zuma7
- TreeHook
- Kleazer
- AliennatioN
- Candybar Planet
- Cowboys & Aliens
- Celestial Season
- Stone in Egypt
- Colossa
- OBESE
- Desert Sons
- Gomer Pyle
- Gnome
- Millionaire
- Repomen
- ZEUS
- Toxic Sun
- The Machine
- Tank86
- KOMATSU

De stroming werd door Josh Homme (Kyuss, Queens of the Stone Age) en Dave Wyndorf (Monster Magnet) in 2002 doodverklaard. Dat neemt echter niet weg dat er nog steeds veel stonerrock bestaat en dat het genre nog altijd veel liefhebbers heeft.

## Roadburn
Ondanks de doodverklaring door bovengenoemde grote namen, leeft de stonerrockstroming nog volop, zoals blijkt uit de almaar groeiende populariteit van de Roadburncommunity. Roadburn is een webzine over alle stonerrock-gerelateerde muziek. Hieronder worden ook meestal stromingen als doommetal en luide postrock geschaard. Roadburn organiseert ook jaarlijks het Roadburn Festival. Eerdere edities vonden plaats in de Effenaar in Eindhoven. In 2005 bezochten meer dan 1000 mensen de 10e editie van dit festival in de 013 in Tilburg. In 2017 was dit aantal al gegroeid tot 4.875 personen.
Ook het Into the Void festival in het noorden programmeert veel Stoner bands.